# Kreślarz

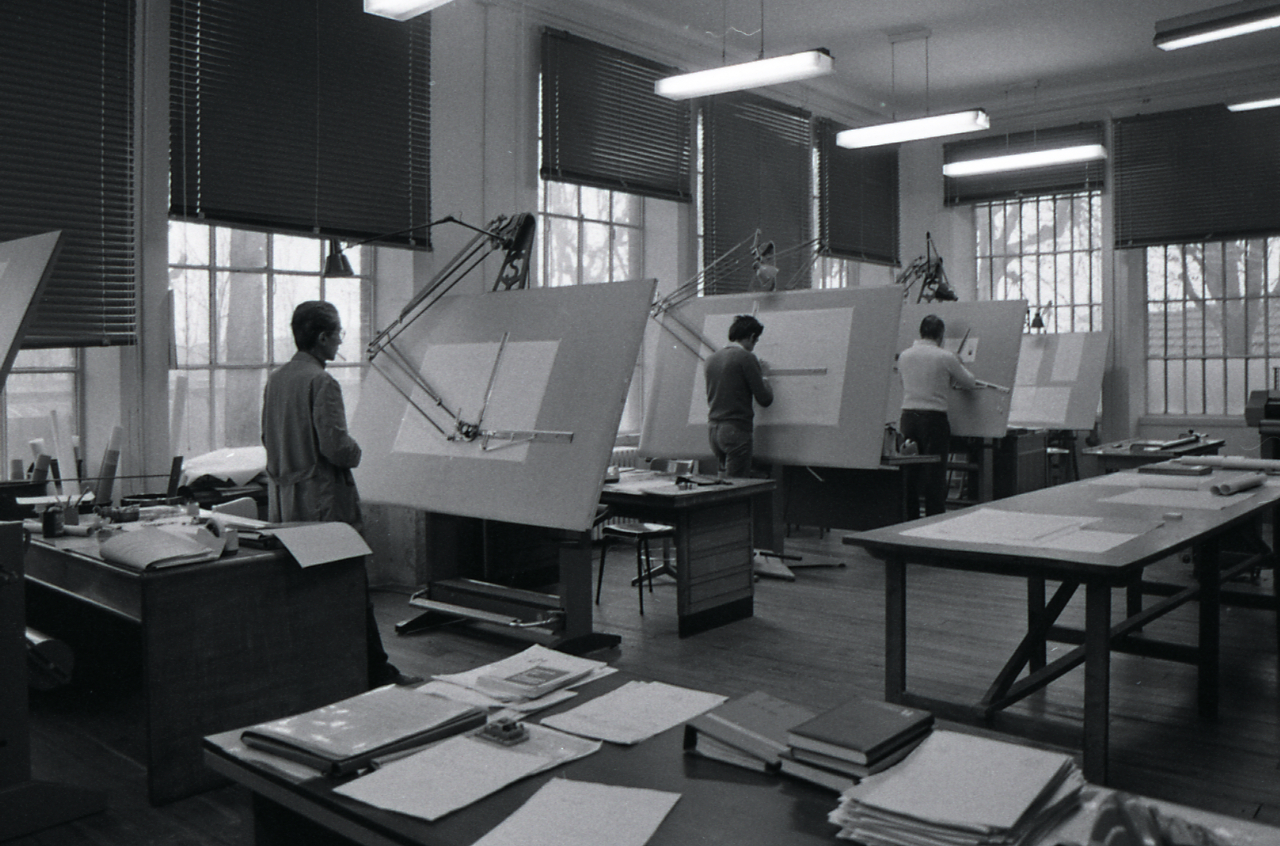
Kreślarze przy pracy, fot. 1980 r.

Kreślarz (feminatyw: kreślarka) – osoba, która jest odpowiedzialna za wykonanie szkiców, schematów oraz rysunków technicznych potrzebnych do stworzenia projektu technicznego. Materiały tworzone przez kreślarza są wykonane na podstawie odpowiednich danych uzyskanych od osób związanych z projektem. Wykonując swoją pracę, kreślarz może korzystać z klasycznych narzędzi kreślarskich, do których należy m.in. deska kreślarska, grafion i ołówek. Osoby, które wykonują ten zawód, coraz częściej wykorzystują nowoczesne oprogramowanie graficzne lub CAD. Warunkiem wykonywania zawodu kreślarza jest ukończenie technikum lub studiów wyższych na kierunku technicznym.  
W zawodzie można wyszczególnić konkretne specjalizacje:
- kreślarz konstrukcji i planów – zajmuje się graficznym przedstawianiem planów budowlanych,
- kreślarz maszyn i urządzeń technicznych – zajmuje się graficznym przedstawianiem projektów inżynieryjnych,
- kreślarz rysunków geodezyjnych i kartograficznych – zajmuje się graficznym przedstawianiem opisów topograficznych oraz map sytuacyjnych.